# Peter Blake (artista)
Peter Thomas Blake (Dartford, Inglaterra, 25 de junio de 1932) es un pintor inglés contemporáneo, perteneciente a la primera generación de artistas del pop art británico, junto a figuras como David Hockney, y que tuvo una gran influencia en la época, sobre todo a partir de la exposición dedicado a ellos por la Royal Society of British Artists (RBA) en 1961.
Estudió en el Gravesend Technical College, en la School of Art (1946-1951) y en el Royal College of Art de Londres (1953-1956).
Desde su época de estudiante su obra refleja un gran interés por el arte popular y el folclore. Sus primeras obras, realizadas en la década de 1950, sobre todo en paneles de madera envejecida, retratan niños con cómics y chapas, como por ejemplo, Niños leyendo cómics (1954, Museo y Galería de Arte Carlisle), con un estilo deliberadamente naif. La fascinación por el coleccionismo y la preocupación por lo «efímero de la vida moderna» siguen presentes en su obra de finales de la década de 1950, en la que empezó a hacer collages y composiciones con tarjetas postales, fotografías e ilustraciones de actores y artistas pop contemporáneos, combinándolas con formas geométricas de brillantes colores.
A diferencia de otros artistas de vanguardia de la época, como Richard Hamilton y Eduardo Paolozzi, que utilizaban recortes de imágenes de anuncios y revistas, Blake presentaba imágenes ready-made sin alterar en obras como Fragmento de arte (1959, Tate Gallery, Londres) y Tengo novia (1960-1961, Galería de Arte Whitworth, Universidad de Mánchester). 
En Autorretrato con chapas (1961, Tate Gallery, Londres) se retrató como coleccionista. Diseñó también, junto con su entonces esposa, la también artista pop Jann Haworth, la portada del disco de The Beatles, Sgt. Pepper's Lonely Hearts Club Band (1967). Desde la década de 1970 abandonó los motivos de la cultura popular para dedicarse a temas tradicionales del siglo XIX, como las hadas y otras figuras del mundo de la fantasía, sobre todo entre 1975 y 1979, época en la que vivió en Bath. Continuó trabajando en la misma línea durante las décadas de 1980 y 1990. La exposición retrospectiva de su obra, Ahora ya tenemos 64, que organizó la National Gallery de Londres en 1996, puso de relieve el interés que su obra seguía despertando hacia finales del siglo.
La importante retrospectiva crealizada por la Tate Liverpool en 2007, con más de 100 de sus obras procedentes de varios países, fue presentada en el Museo de Bellas Artes de Bilbao el año siguiente. Su obra Montgomery Clift was a Twin (1981-83) fue adquirida por el Museo de Bellas Artes de Bilbao en 2002.